# Olivier Veigneau
Olivier Veigneau (Suresnes, 13 luglio 1985) è un ex calciatore francese, di ruolo difensore.

## Carriera

### Club
Dopo aver indossato le maglie di Monaco, Nizza, Duisburg, Nantes è dal 17 agosto 2015 in Turchia.

### Nazionale
Con la nazionale francese Under-21 ha preso parte agli Europei Under-21 2006.